# Mésange lapone
Poecile cinctus
Espèce
Synonymes
- Parus cinctus
- Poecile cincta

Statut de conservation UICN

 LC  : Préoccupation mineure

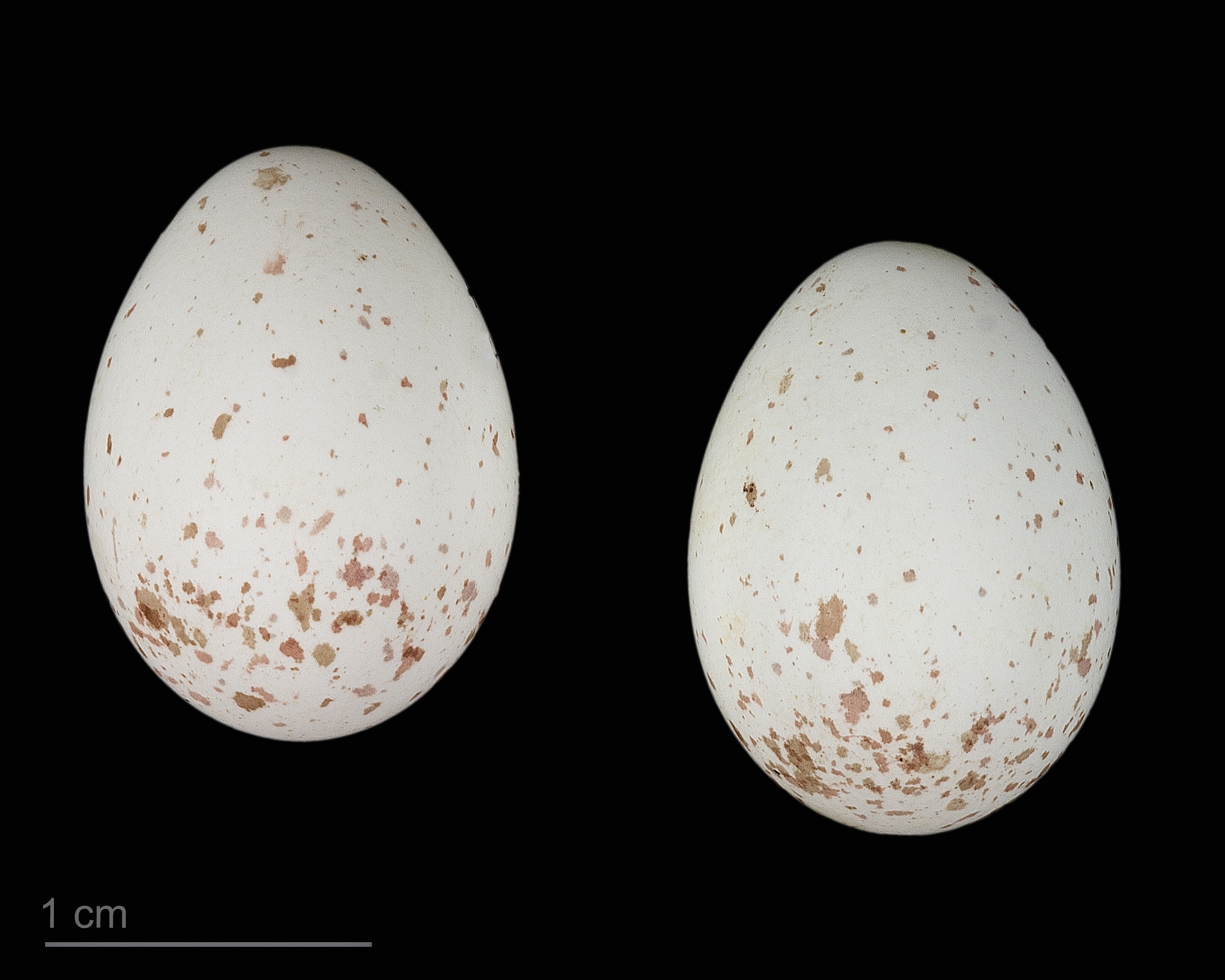
Œuf de Poecile cinctus lapponicus - Muséum de Toulouse

La mésange lapone (Poecile cinctus), (parfois Pœcile cincta) est une espèce de passereaux de la famille des paridés.
Les anglophones la nomment Siberian tit, mésange de Sibérie, ou encore Gray-headed Chickadee, mésange à tête grise.

## Description de l'espèce
Les deux sexes sont semblables.
On rencontre cette mésange dans les forêts boréales d'Amérique (Alaska et nord ouest du Canada) et d'Eurasie (UICN).

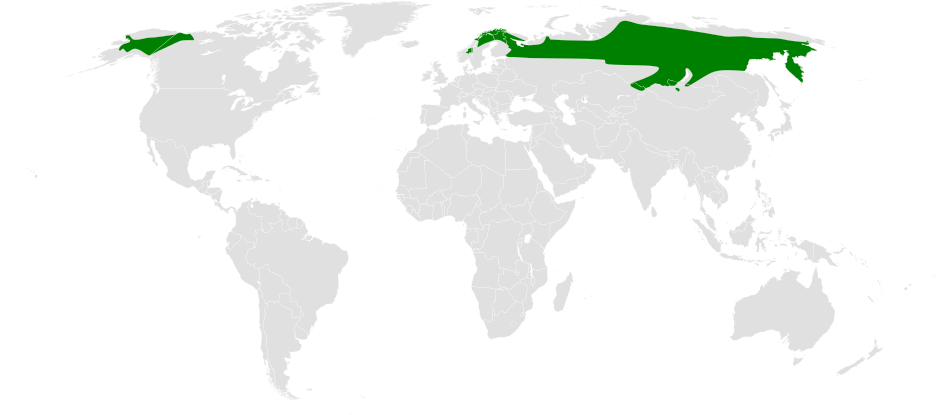
Aire de répartition de la mésange lapone